# Hubynycha
Hubynycha (ukr. Губиниха) – osiedle typu miejskiego na Ukrainie, w obwodzie dniepropetrowskim, w rejonie nowomoskowskim. W 2001 liczyło 5971 mieszkańców, spośród których 5457 wskazało jako ojczysty język ukraiński, 468 rosyjski, 4 mołdawski, 15 białoruski, 23 ormiański, 1 romski, a 3 inny.

## Urodzeni
- Iwan Taranienko